# Игнатьево (Ступинский район)
Игнатьево — деревня в Ступинском районе Московской области в составе Городского поселения Малино (до 2006 года — входила в Дубневский сельский округ). На 2016 год в Игнатьево 1 улица — Раздольная и 3 садовых товариществак, деревня связана автобусным сообщением с райцентром и соседними населёнными пунктами. В XVIII веке в Игнатьево была построена небольшая деревянная Архангельская церковь, к которой в 1880-х годах была пристроена новая колокольня; сломана в середине XX века.

## Население
| 2002 | 2006 | 2010 |
| ---- | ---- | ---- |
| 17   | ↘16  | ↗20  |

Игнатьево расположено на севере центральной части района, на безымянном ручье бассейна реки Городенка, высота центра деревни над уровнем моря — 177 м. Через деревню проходит Московское большое кольцо, ближайшие населённые пункты: Васильевское — примерно в 1,8 км на северо-восток и Дубнево — около 1,5 км на восток.